# Старцев, Кирилл Борисович
Кирилл Борисович Старцев (род. 21 сентября 1989, Омск) — российский хоккеист, крайний нападающий. Воспитанник омской школы хоккея. В настоящее время является игроком клуба «Бейбарыс» (Атырау, Республика Казахстан), выступающего в Pro Hokei Ligasy.

## Биография
Кирилл Борисович Старцев родился 21 сентября 1989 года в городе Омске Омской области.
Окончил Сибирский государственный университет физической культуры и спорта.
В Суперлиге сыграл два матча за омский «Авангард» и два матча в Континентальной хоккейной лиге за новокузнецкий «Металлург».
Большую часть карьеры провел в клубах высшей лиги (ВХЛ): «Ижсталь» (Ижевск), «Рязань», «Саров», «Ермак» (Ангарск), ТХК (Тверь), «Зауралье» (Курган). В 284 играх набрал 132 очка (70+62).
Также в начале своей карьеры играл в первой лиге — третьем дивизионе отечественного хоккея за «Авангард-2» (Омск) и «Ижсталь-2» (Ижевск).
Вторую половину сезона 2011/2012 Кирилл Старцев провел в CHL (Центральной хоккейной лиге) играя за Рио Гранде Вэлли Киллер Бис.
С 2017 года был игроком клуба «Сахалин» (Южно-Сахалинск), выступающего в Азиатской Лиге. В 2018 году перешёл в «Хай1» из города Чхунчхона (Республика Корея). В 2019 году вернулся в «Сахалин».
В июне 2020 года перешёл в ХК «Бейбарыс» из города Атырау (Республика Казахстан).